# Kliton Bozgo
Kliton Bozgo (né le 5 décembre 1971 à Gjirokastër en Albanie) est un footballeur international albanais qui évoluait au poste d'attaquant.

## Carrière

### Débuts prometteurs au club formateur
Formé dans le club de sa ville, Bozgo commence sa carrière professionnelle à l'âge de 18 ans. Sa première saison le voit jouer cinq matchs, le club termine à une neuvième position. En 1990-1991, Bozgo aligne 38 matchs et inscrit 29 buts, terminant meilleur buteur du championnat ; il inscrit notamment les six buts de son équipe dans un match contre le KS Traktori Lushnja (6-5). Sa dernière saison à Berat le voit marquer 18 buts en 27 matchs.

### Escapade en Croatie et en Slovénie
Bozgo quitte l'Albanie pour rejoindre la seconde division croate avec le NK Dubrava Zagreb, le club remporte le championnat et monte en première division, Bozgo ne reste pas et part pour la Slovénie, plus précisément pour le NK Maribor avec qui il remporte la Coupe de Slovénie. Après la saison 1994-1995 où il ne remporte rien, il s'envole pour l'Olimpija Ljubljana, récent champion de Slovénie. La saison de son arrivée, le club échoue à la seconde place, le club s'écroule en 1995-1996, prenant une décevante cinquième position, la saison 1997-1998 voit le même final et Bozgo quitte le club.
Il revient au Maribor et fait le doublé coupe-championnat, l'année suivante, il remporte le championnat et le titre de meilleur buteur avec 24 réalisations.

### Saisons autrichiennes
Bozgo est transféré pour le VfB Admira Wacker Mödling, club autrichien, venant d'accéder à la première division. Le club finit neuvième et évite de justesse la relégation, la saison suivante est catastrophique, le club finit dernier avec 15 points pris en 36 matchs, le club n'est cependant pas relégué. Le club parvient à prendre une septième place en 2002-2003 ainsi qu'une sixième place en 2003-2004.

### Retour en Slovénie
Il revient pour disputer la saison 2004-2005 avec le NK Maribor. Le club ne parvient pas à se qualifier pour la poule pour le titre et se retrouve dans la poule de relégation, finissant premier. Malgré cette contre-performance, Bozgo remporte son deuxième titre de meilleur buteur de Slovénie. Il quitte Maribor pour le NK Drava mais il ne reste que la première moitié de saison avant de repartir pour l'Autriche.

### Second séjour en Autriche puis détour par la Slovénie
Il revient en Autriche mais cette fois en seconde division avec le TSV Hartberg et le WAC St. Andrä. En 2007, il revient en Slovénie avec le ND Mura 05 en seconde division pour une saison.

### FC Gamlitz
Depuis 2008, Bozgo évolue au FC Gamlitz, club autrichien évoluant en troisième division autrichienne.

## Palmarès
Dubrava Zagreb
- Champion de Croatie D2 en 1993.

 Olimpija Ljubljana
- Vainqueur de la Coupe de Slovénie en 1996.

 NK Maribor
- Champion de Slovénie en 1999 et 2000.
- Vainqueur de la Coupe de Slovénie en 1994 et 1999.

### Distinctions personnelles
- Meilleur buteur du championnat d'Albanie en 1991
- Meilleur buteur du championnat de Slovénie en 2000 et 2005